# مارك تريانور
مارك تريانور (بالإنجليزية: Mark Treanor)‏ هو لاعب كرة قدم بريطاني في مركز الدفاع، ولد في 1 أبريل 1963 في غلاسكو في المملكة المتحدة. لعب مع سانت جونستون ونادي فالكيرك.